# Furacão Kathleen
O furacão Kathleen foi um ciclone tropical que teve um impacto destrutivo na Califórnia. Em 7 de setembro de 1976, formou-se uma depressão tropical; dois dias depois, acelerou para o norte em direção à península da Baja California. Em 9 de setembro, Kathleen varreu a costa do Pacífico da península como um furacão e atingiu o continente como uma veloz tempestade tropical no dia seguinte. Com a circulação intacta e ainda uma tempestade tropical, Kathleen rumou para o norte, para os Estados Unidos e afetou a Califórnia e o Arizona. Kathleen finalmente se dissipou no final de 11 de setembro.
Os danos nos Estados Unidos foram consideráveis. A Califórnia recebeu chuvas recorde, com mais de trinta centímetros de chuva caindo em algumas áreas. As inundações causaram destruição catastrófica em Ocotillo e seis pessoas morreram afogadas. A inundação estendeu-se para oeste; caminhos de ferro foram destruídos em Palm Desert e ventos fortes e inundações severas foram registados no Arizona. No geral, o total de danos foi de $ 160 milhões (1976 USD) e 12 mortes foram atribuídas à tempestade.

## Antecendentes
Os ciclones tropicais normalmente não trazem ventos fortes para o sudoeste dos Estados Unidos. A maioria dos furacões do Pacífico está inserida nos ventos de leste ao sul da cordilheira subtropical e, portanto, move-se para o oeste - longe de grandes massas de terra - até se dissipar em águas frias. No entanto, durante o início do outono, os ciclones tropicais geralmente se formam mais perto da costa mexicana do que a média, tornando-os mais propensos a recurvar, ou curvar novamente, para o norte sob a influência de uma depressão que se aproxima. Essas depressões tendem a se estender mais para o sul durante a última parte da temporada de furacões no Pacífico, no período entre o final de agosto e o início de outubro. Eles também produzem um fluxo em escala sinótica que é propício para direcionar furacões para o sudoeste dos Estados Unidos. No entanto, muitos furacões que se aproximam do sudoeste dos Estados Unidos tendem a passar por uma transição extratropical à medida que encontram um aumento da força do vento e temperaturas da superfície do mar marcadamente mais frias e à medida que interagem com os vales profundos que os causaram a recurvar. Kathleen é um dos apenas seis ciclones tropicais registados no leste do Oceano Pacífico, conhecidos por terem trazido ventos com força de vendaval ou furacão para os Estados Unidos Continental.

## História meteorológica
Uma grande área de tempestades, com um diâmetro de cerca de 800 km (500 mi), formado 430 km (270 mi) sudoeste de Acapulco. Movendo-se rapidamente para oeste-noroeste, uma depressão tropical se formou em 7 de setembro. Enquanto se movia brevemente em direção ao leste, a depressão intensificou-se na tempestade tropical Kathleen. Movendo acima da superfícies do mar com temperaturas de 83 °F (28 °C), Kathleen rapidamente reforçou. Antes de passar pelos 64 km (40 mi) leste da Ilha do Socorro, Kathleen atingiu o seu pico secundário com ventos de 105 km/h (65 mph). Kathleen então enfraqueceu consideravelmente, e às 6h UTC de 9 de setembro, a tempestade tropical Kathleen mal era uma tempestade tropical. Nessa época, o sistema estava localizado em 89 km (55 mi) ao norte da ilha. Pouco depois, Kathleen virou o norte-nordeste para águas mais quentes.
Posteriormente, a tempestade tropical começou a se fortalecer novamente. Apesar de se mover rapidamente para o norte, o ciclone se transformou no furacão Kathleen. O furacão passou perto de vários navios e no início de 19 de setembro foi interceptado por uma aeronave Hurricane Hunter. Estima-se que a tempestade atingiu o pico de intensidade por volta dessa época, com ventos de 130 km/h (80 mph) e uma pressão barométrica de 986 mb (986 hPa). No entanto, Kathleen nunca desenvolveu um olho. Cerca de uma hora depois que o primeiro voo alcançou Kathleen, um segundo voo sugeriu que Kathleen havia enfraquecido de volta para uma tempestade tropical. Com a precipitação caindo nos Estados Unidos, cerca de 1,100 km (700 mi) ao norte da circulação atmosférica do ciclone, o movimento de Kathleen acelerou a velocidades de 35 mph (56 km/h) - 38 mph (61 km/h).
Depois de cruzar a península de Point Eugenia (o primeiro desembarque do ciclone) no final da manhã de 10 de setembro, Kathleen fez o seu segundo landfall 190 km (120 mi) ao sul de Ensenada às 1130 UTC do mesmo dia. Ao contrário da maioria dos ciclones tropicais, Kathleen enfraqueceu lentamente na Califórnia. A tempestade tropical Kathleen enfraqueceu ainda mais em uma depressão no sul da Califórnia e, logo em seguida, mudou-se para o Vale da Morte. Em 11 de setembro, Kathleen entrou no oeste de Nevada. Finalmente, o centro tornou-se difícil de localizar, e a depressão dissipou-se mais tarde em 11 de setembro. Depois de sofrer uma interação semelhante a Fujiwhara, onde duas circulações interagem uma com a outra, com uma área de baixa pressão paralisada ao largo da costa do Pacífico, a humidade mais tarde se espalhou para a parte noroeste dos Estados Unidos. Depois que a baixa estagnada foi puxada para o interior, Kathleen combinou com a baixa para produzir chuvas adicionais em partes da Califórnia.

## Impacto

### México
A maior parte da chuva do ciclone tropical caiu sobre a Baja California e a Baja California Sur, a leste do seu percurso. O maior valor relatado foi 166 mm (6.52 in) em San Antonio.

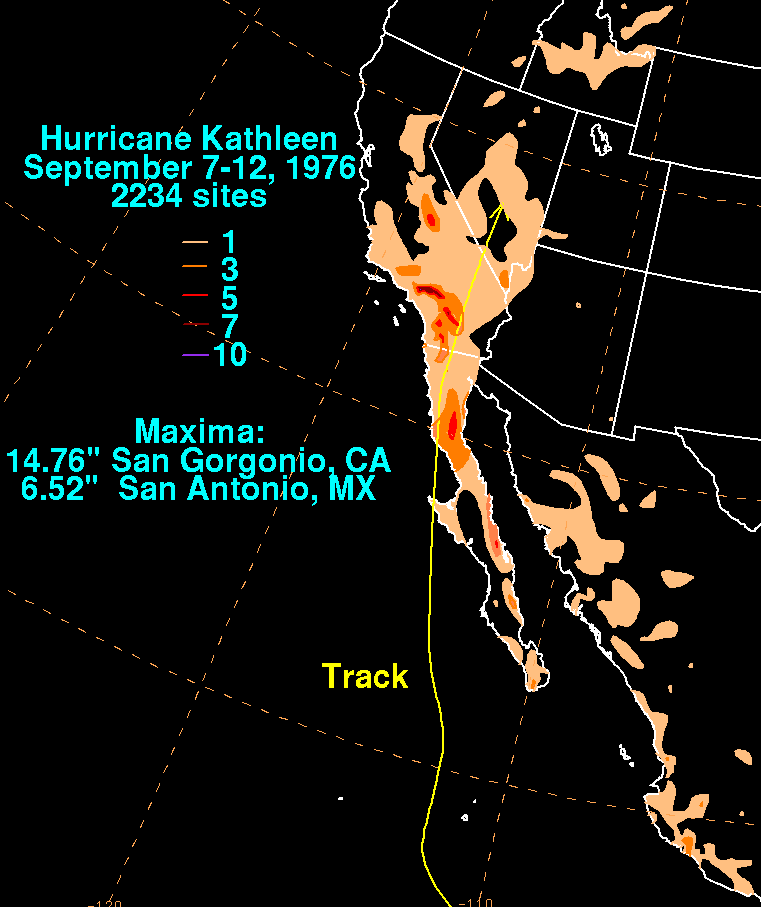
Chuva de Kathleen

### Arizona
De 10 a 11 de setembro, ventos fortes causaram danos consideráveis à cidade de Yuma. Por um tempo, os ventos sustentados ultrapassaram 50 mph (80 km/h), com rajadas de até 76 mph (122 km/h). O escritório de previsão do Serviço Nacional de Meteorologia em Tucson estima que os ventos com força de tempestade tropical se espalharam pelo leste até o condado de Pima e pelo norte até Lake Havasu. As chuvas causaram fortes inundações repentinas no condado de Mohave. Um homem foi morto quando o vento soprou uma palmeira contra uma casa móvel e 13 pessoas em todo o estado ficaram feridas. A área metropolitana de Tucson foi particularmente atingida por enchentes repentinas, com granizo do tamanho de uma bola de golfe. No Monte Lemmon, o granizo atingiu uma profundidade de 5 in (13 cm).  Enquanto a maior parte da chuva da tempestade tropical Kathleen caiu na Califórnia, 7.3 cm (2.87 in) caiu na barragem de Davis no rio Colorado.

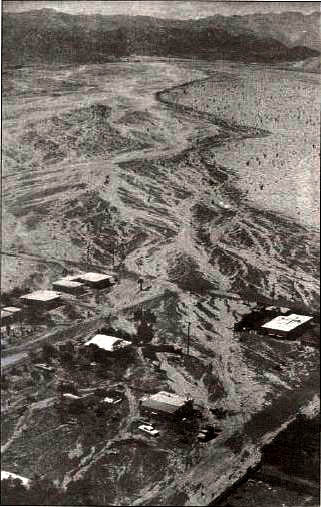
Foto aérea de danos em Ocotillo, Califórnia

O estado recebeu chuvas recorde, com 14.76 in (37.5 cm) caindo nas encostas sul do Monte San Gorgonio, e 10.13 in (25.7 cm) acumulado no Monte Laguna. Porque a aldeia está situada no topo de um leque aluvial, um 40 ft (12 m) parede de água saindo de um desfiladeiro de montanha. Ocotillo foi inundado com 4 ft (1.2 m) - 6 ft (1.8 m) de água; posteriormente, metade da cidade foi destruída. Seis pessoas morreram afogadas na lama e nas águas da cidade  e duas pessoas foram inicialmente declaradas desaparecidas, embora tenham sido encontradas mais tarde pelas autoridades. No geral, Ocotllio foi 70% -80% destruído. As autoridades retiraram 175 pessoas da área inundada de Ocotillo e das comunidades vizinhas que cercam o Mar Salton ; o mar subiu 150 mm (6 in) - 200 mm (8 in). Um quarto de milha da Interestadual 8 e uma ponte de 60 pés foram destruídas pela enchente, que também levou embora casas móveis, caminhões e carros.
Em Los Angeles, duas pessoas morreram em decorrência de estradas escorregadias. Um homem morreu afogado em El Centro. e duas pessoas morreram afogadas quando os seus carros tombaram na água perto da cidade. O estágio de enchente recorde foi alcançado em vários riachos perto do Vale Coachella. Danos à propriedade generalizados foram registados nas encostas orientais da Sierra Nevada, bem como no deserto próximo. Em todo o vale de San Joaquin, 2/3 dos $ 150 milhões de uvas passas estavam ameaçados. Culturas como algodão, alface e feno foram danificadas. Cerca de metade da alface no Vale do Palo Verde foi perdida.
Proprietários de casas em Palm Desert sofreram US $ 4 milhões em danos causados pela tempestade; a cidade recebeu mais de um ano de chuvas em questão de dias. Nenhum ferimento grave foi relatado em toda a cidade do deserto, embora dois diques agrícolas tenham se rompido.
Vários quilómetros de ferrovia, incluindo três cavaletes que pertenciam à Ferrovia Oriental de San Diego e Arizona, foram destruídos e cinco outros foram danificados. Em mais de 50 outros locais, os trilhos foram soterrados por deslizamentos de terra ou levaram o solo sob eles. Depois de avaliar os danos de Kathleen, a Southern Pacific Transportation Company decidiu em 1977 abandonar a maior parte da ferrovia. A linha férrea de bitola estreita da United States Gypsum de Plaster City e a linha ferroviária de Santa Fe de Rice a Blythe também tiveram os trilhos danificados, e um comboio de carga de Santa Fe ficou encalhado e rapidamente resgatado. A seção de 210 m (700 ft) da Interestadual 8 de Yuma a San Diego foi destruída.

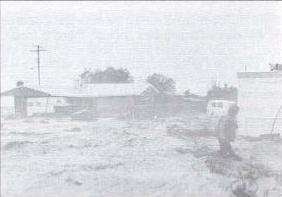
Enchentes causadas pela tempestade

No geral, centenas de casas foram danificadas ou destruídas; A tempestade tropical Kathleen foi descrita como um evento de 160 anos. O dano total foi de $ 160 milhões, fazendo de Kathleen uma das tempestades tropicais mais caras da história do estado. Partes da Califórnia foram declaradas áreas de desastre, e alertas de enchentes foram emitidos em todo o sul da Califórnia, incluindo o deserto e as montanhas. Aviso de enchentes rápidos também foram emitidos para partes da Califórnia, assim como nos estados próximos de Nevada e Arizona, mas foram retiradas quando a chuva reduziu em 11 de setembro.

### Resto dos Estados Unidos
Em Wyoming, o ciclone é creditado como o primeiro avistamento conhecido de um íbis branco na história do estado. Em Montana, Kathleen derrubou chuvas pesadas localmente aproximando-se de 51 mm (2 in) em pontos localizados, suficiente para se tornar o ciclone tropical mais humido conhecido na história do estado. Os remanescentes da tempestade também afetaram Oregon e Idaho.